# Mörder (Lied)
Mörder ist ein Lied des deutschen Rappers Bonez MC und des österreichischen Rappers RAF Camora, das sie zusammen mit dem Rapper Gzuz aufnahmen. Der Song ist die dritte Singleauskopplung ihres Kollaboalbums Palmen aus Plastik und wurde am 19. August 2016 veröffentlicht.

## Inhalt
| Liedteil   | Künstler   |
| Refrain    | Bonez MC   |
| 1. Strophe | Bonez MC   |
| 2. Strophe | RAF Camora |
| 3. Strophe | Gzuz       |

In Mörder ziehen Bonez MC, RAF Camora und Gzuz über Möchtegern-Gangster her, die auf „hart“ machen und sich für gefährlich halten, nur weil ein entfernter Bekannter eine Schusswaffe besitzt. Sie machen sich über Leute lustig, die vorgeben kriminell zu sein, aber in Wirklichkeit nur Waffenattrappen besitzen und nicht einmal Weed beschaffen können. Von diesen grenzen sie sich und ihre Crew klar ab. Weitere Inhalte sind typische Gangsta-Rap-Themen, wie Gewalt, Kriminalität, Drogen und Frauen.

„Alle machen jetzt auf Mörder

Weil dein Freund hat ein’ Freund, dessen Freund hat ein’ Ballermann

Eine Kugel in dein’ Körper

Bei dir läuft, deine Boys rauchen Joints vor der Kamera“

## Produktion
Der Song wurde von RAF Camora in Zusammenarbeit mit dem Musikproduzenten Beataura produziert. Der Text wurde von Bonez MC, RAF Camora und Gzuz geschrieben.

## Musikvideo
Bei dem zu Mörder größtenteils in Zenica in Bosnien und Herzegowina gedrehten Musikvideo führte Shaho Casado Regie. Es feierte am 19. August 2016 Premiere auf YouTube und verzeichnet mehr als 106 Millionen Aufrufe (Stand: April 2025). Im Video rappen Bonez MC und RAF Camora den Song in den Straßen der Stadt sowie auf dem Dach eines Hochhausblocks. Dazwischen sieht man Bewohner der Stadt, die durch die Straßen laufen, Joints rauchen oder Fußball bzw. Basketball spielen. Gzuz rappt seine Strophe teils in einer ländlicheren Region vor einem Holzhaus. Zwischendurch sieht man wiederholt, wie Schusswaffen geladen und abgefeuert werden. Auch die Rapper Maxwell und Hanybal sind im Video zu sehen. Vereinzelte Szenen zeigen Bonez MC und RAF Camora zudem an einer Treppe am Strand von Barcelona, wo auch das Albumcover von Palmen aus Plastik entstand.

## Single

### Covergestaltung
Das Singlecover zeigt das Logo zum zugehörigen Album Palmen aus Plastik in Weiß: Ein Krokodil vor zwei Palmen in einem Kreis, um den herum sich die Schriftzüge Bonez MC, RAF Camora und Palmen aus Plastik befinden. Im unteren Teil des Covers steht der weiße Schriftzug Mörder Feat. Gzuz. Der Hintergrund ist schwarz gehalten und an das Muster einer Krokodilhaut angelehnt.

### Chartplatzierungen
Mörder stieg am 26. August 2016 auf Platz 26 in die deutschen Singlecharts ein und erreichte drei Wochen später mit Rang 20 die beste Platzierung. Insgesamt konnte sich das Lied 25 Wochen in den Top 100 halten. In Österreich belegte die Single Position 67 und hielt sich eine Woche in den Charts. In den deutschen Single-Jahrescharts 2016 erreichte der Song Platz 98.
| ChartsChartplatzierungen | Höchstplatzierung | Wochen |
| ------------------------ | ----------------- | ------ |
| Deutschland (GfK)        | 20 (25 Wo.)       | 25     |
| Österreich (Ö3)          | 67 (1 Wo.)        | 1      |

| ChartsJahrescharts (2016) | Platzierung |
| ------------------------- | ----------- |
| Deutschland (GfK)         | 98          |

Auf der Streamingplattform Spotify verzeichnet das Lied bisher mehr als 117 Millionen Aufrufe (Stand: Juni 2025).

### Verkaufszahlen und Auszeichnungen
Mörder wurde im Jahr 2022 in Deutschland für mehr als 600.000 verkaufte Einheiten mit einer dreifachen Goldenen Schallplatte ausgezeichnet und zählt damit zu den meistverkauften Rapsongs in Deutschland. Zuvor erreichte das Lied bereits 2017 Gold- und 2019 Platin-Status.
| Land/Region        | Auszeichnungen für Musikverkäufe (Land/Region, Auszeichnung, Verkäufe) | Verkäufe |
| ------------------ | ---------------------------------------------------------------------- | -------- |
| Deutschland (BVMI) | 3× Gold                                                                | 600.000  |
| Insgesamt          | 3× Gold ·                                                              | 600.000  |

Bei den Hiphop.de Awards und den Juice Awards 2016 erhielt Gzuz für seine Textzeile „Cabrio: Check! Glas wird geext / Na klar gibt es Sex, weil ich parshippe jetzt!“ jeweils die Auszeichnung in der Kategorie Beste Punchline.